# Matthew Chapman

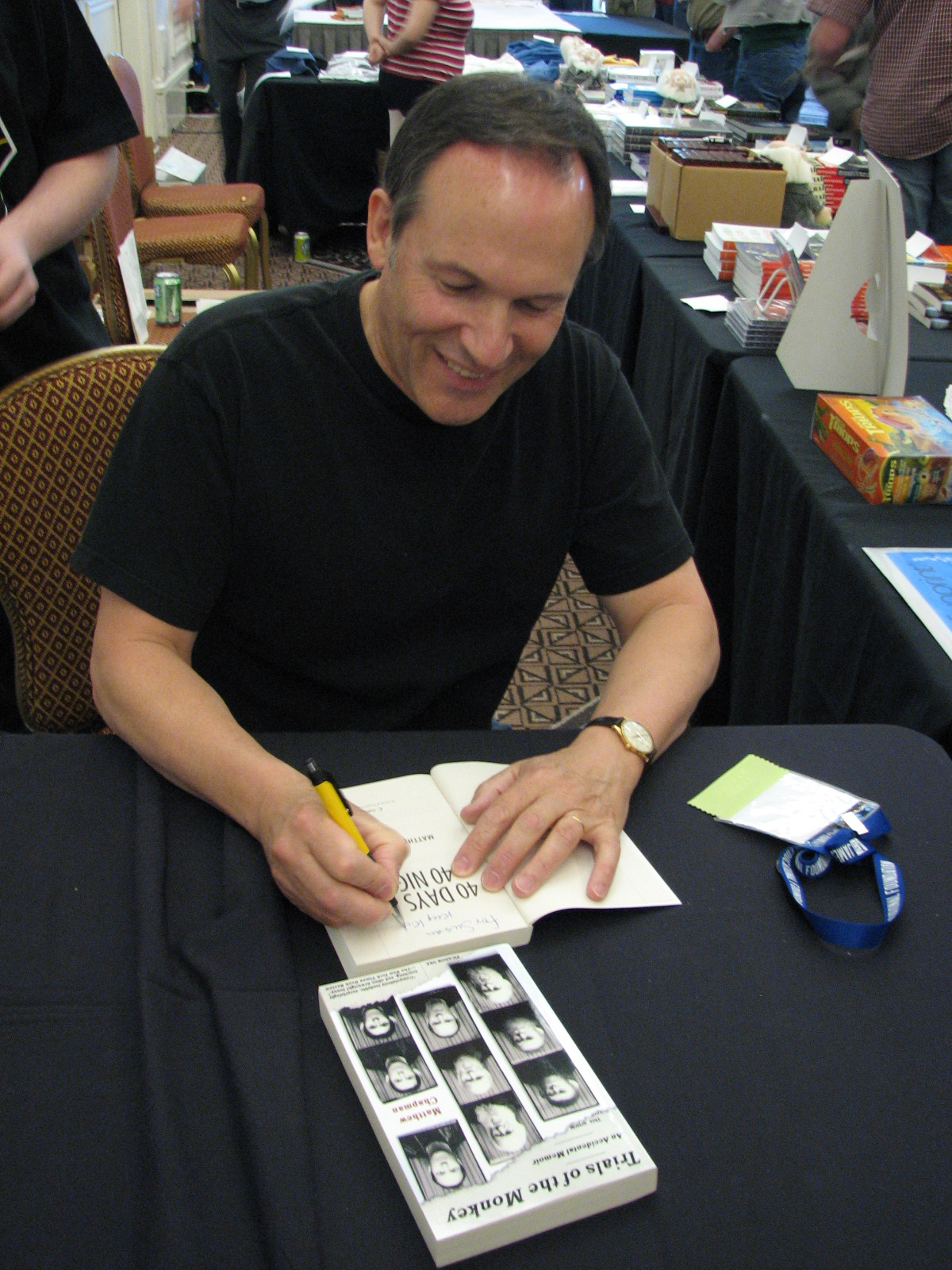
Matthew Chapman (2008)

Matthew Chapman (Cambridge, Engeland, 1950) is een Engels-Amerikaanse journalist, scriptschrijver en filmregisseur. Hij is de achter-achter-kleinzoon van de Britse bioloog en ontwerper van de evolutietheorie Charles Darwin.

## Levensloop
Chapman is een journalist die met name veel bericht over het strijden van christelijke creationisten in de Verenigde Staten tegen de evolutieleer, bijvoorbeeld over de rechtszaak Kitzmiller versus Dover Area School District uit 2005. Elf ouders van leerlingen op de school spanden die zaak aan tegen het schoolbestuur omdat die de onderwijsstaf wilden verplichten de leerlingen te leren dat de evolutieleer "maar één theorie" was, "net als het scheppingsverhaal en intelligent design". De ouders wonnen de zaak.
Chapman schreef verschillende filmscripts, artikelen in Harper's Magazine en in Salon.

## Boeken
- Trials of the Monkey: An Accidental Memoir (2002)
- 40 Days and 40 Nights: Darwin, Intelligent Design, God, OxyContin®, and Other Oddities on Trial in Pennsylvania (2007)

## Films
- Black Water Transit (2007)
- Runaway Jury (2003) (script)
- What's the Worst That Could Happen? (2001) (script)
- Color of Night (1994) (script)
- Consenting Adults (1992) (schrijver)
- A Grande Arte (1991) (script Engelse versie)
- Heart of Midnight (1988) (script, regisseur)
- Slow Burn (1986) (script, regisseur)
- Stranger's Kiss (1983) (script, regisseur)
- Hussy (1980) (script, regisseur)